# Protomalayo
El término «protomalayo», que se traduce como Melayu Asli (en malayo aborigen), Melayu Purba (en malayo antiguo) o Melayu Tua (en malayo clásico), se refiere a los hablantes de las lenguas austronesias, probablemente de Asia continental, quienes se trasladaron a la península y al archipiélago malayos en una larga serie de migraciones entre los años 2500 y 1500 a. C.; en uno de los modelos teóricos, la primera de las dos migraciones de los primeros hablantes de malayo, anterior a la de los deuteromalayos.
Los protomalayos son los antepasados de los malayos de Malasia e Indonesia de hoy día. Se cree que eran marineros con amplios conocimientos de oceanografía, con habilidades de pesca avanzadas y habilidades agrícolas básicas. A lo largo de los años, se establecieron en varios lugares y adoptaron costumbres y religiones distintas como resultado de la aculturación y los matrimonios contraídos con personas de tribus de Orang Asli con las que entraron en contacto, como los pueblos Semang y Senoi.

## Orígenes
La Enciclopedia de Malasia: la historia antigua hace referencia a tres teorías sobre el origen de los protomalayos:
- La teoría de Yunnan, la migración del río Mekong (publicada en 1889). Algunos defensores de la teoría de que los protomalayos son originarios de Yunnan son R. H Geldern, J.H. C Kern, J. R Foster, J. R Logen, Slametmuljana y Asmah Haji Omar. Algunas pruebas que apoyan esta teoría son: las herramientas de piedra halladas en el archipiélago malayo que son similares a las herramientas de Asia central; la similitud de las costumbres malayas y las costumbres de Assam; y el hecho de que el malayo y el camboyano son idiomas de la misma familia porque el hogar ancestral de los camboyanos se encuentra en el nacimiento del río Mekong.

- La teoría de los marineros (publicada en 1965).

- La teoría de Taiwán (publicada en 1997).

Algunos lingüistas históricos han llegado a la conclusión de que hay pocas bases lingüísticas para una división proto y/o deuteromalaya. Los hallazgos sugieren que es probable que los protomalayos y los deuteromalayos pertenezcan a la misma estirpe y tengan el mismo origen. Algunas teorías previas sugerían que los deuteromalayos llegaron en una segunda ola migratoria, alrededor del 300 a. C., en oposición a los protomalayos, que llegaron mucho antes.

## Regiones geográficas

### Indonesia
Ernest-Théodore Hamy (1896) identificó por primera vez a tres grupos de protomalayos ubicados en Sumatra, Borneo e Indonesia:
- Pueblo batak

- Pueblo dayak

- Pueblo nias

Tanto la investigación de Koentjaraningrat como la de Alfred Russel Wallace (1869) concluyeron que la mayoría de los moluqueños se engloban en la categoría de protomalayos. Sin embargo, los hallazgos de António Mendes Correia cambiaron la categoría de los timorenses en el gráfico etnológico de Alfred Russel Wallace, clasificándolos como predominantemente protomalayos. Esto se basa en la sorprendente similitud entre los diseños arquitectónicos de las casas tradicionales en Lospalos, en Timor Oriental, y las de los pueblos batak y toraya. En Célebes, no solo se considera como protomalayos al pueblo toraya, sino también a sus vecinos minahasa, que emigraron a la isla durante el periodo megalítico. En Sumatra, una tribu pigmea poco conocida, el pueblo mante de Aceh, se considera protomalaya y se cree que está extinguida.
Otros grupos étnicos que están estrechamente relacionados con los protomalayos son el pueblo nage, de Flores, considerado una mezcla de protomalayos y melanesios, y el pueblo sakai de Riau, que originalmente era protomalayo puro hasta que fue empujado al interior por los deuteromalayos, lo que le llevó a  que se mezclaran con los negritos. En la costa oeste de Bengkulu, en la isla de Sumatra, los pueblos indígenas de la isla de Enggano, conocidos como el pueblo enggano, son considerados en su mayor parte protomalayos.

### Malasia

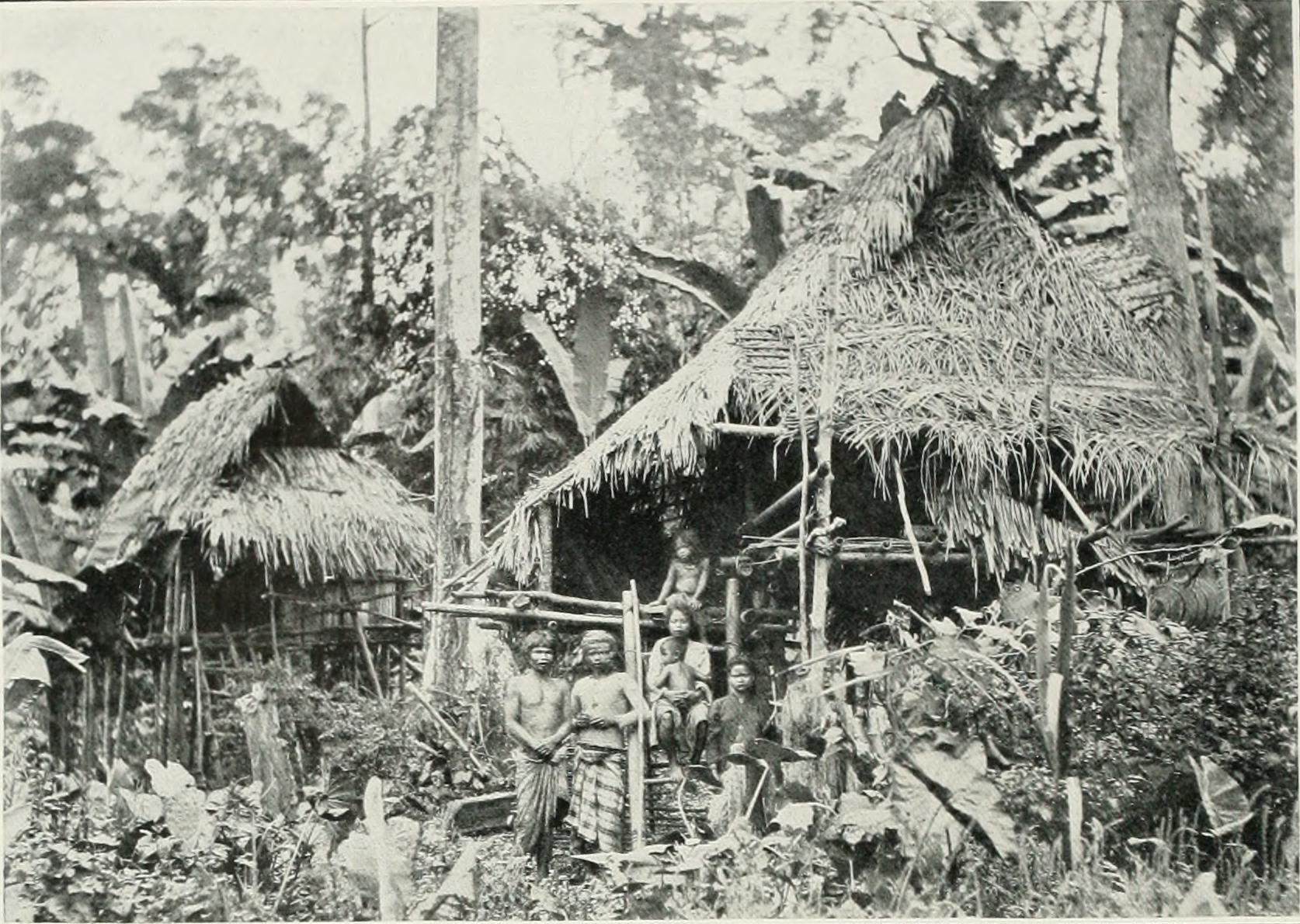
Casas proto-malayas cerca de Lubuk Kelubi, Distrito Hulu Langat, Selangor, Malasia, 1908.

En Malasia, los protomalayos están clasificados dentro del grupo de nativos llamado orang asli, en la Malasia peninsular. Oficialmente se los conoce como:
- Pueblo jakún

- Orang Kanaq

- Orang Kuala

- Orang Seletar

- Pueblo semelai

- Pueblo temoq[21]

- Pueblo temuan

Otros grupos étnicos fuera de la Malasia peninsular que también son considerados protomalayos, aparte del grupo del pueblo Orang Asli, es el pueblo rungus.

### Filipinas

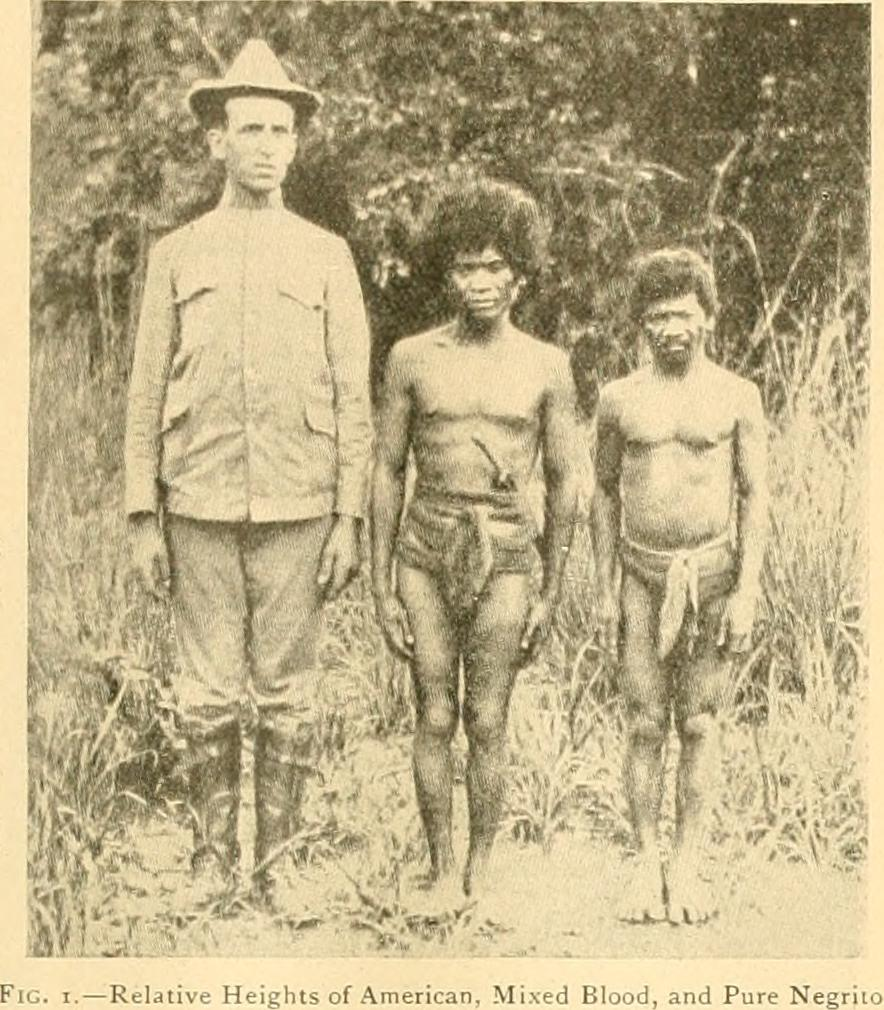
Comparación de altura entre un estadounidense (izquierda), un mestizo nativo de indonesia y proto-malayo (centro) y un negrito puro (derecha) de Luzon, 1869.

En Filipinas, hay varios grupos de personas que han sido identificados como parte del grupo protomalayo:
- Pueblo mangyan[24]

- Pueblo mangguangan

En Filipinas hay otros grupos étnicos que están relacionados o mezclados con los protomalayos:
- El pueblo teduray, una mezcla de protomalayos y nativos de Indonesia principalmente

- El pueblo apáyao, una mezcla de protomalayos y Negritos

- El pueblo zambal, principalmente negrito mezclado con protomalayo y australoide[25][26]

- El pueblo Albay Bikol, principalmente protomalayo con alguna parte de negrito

- El pueblo batak (Filipinas), mezcla de protomalayos y nativos de Indonesia

- El pueblo bataán, principalmente negrito, mezclado con proto-malayo y australoide[25][26]

- El pueblo bagobo, mezcla de protomalayos y nativos de Indonesia

- El pueblo bilán, mezcla de protomalayos y nativos de Indonesia

- El pueblo manobo, mezcla de protomalayos y nativos de Indonesia

- El pueblo subanon, principalmente protomalayos mezclados con malayos (de la costa) o nativos de Indonesia (del interior)

- El pueblo ifugao, una mezcla de protomalayos y malayos.

- El pueblo tinggian, una mezcla de nativos de Indonesia y malayos

- El pueblo bóntoc, principalmente malayos